# Храм Христа Спасителя (Борки)
Храм Христа Спасителя — утраченный православный храм-памятник на месте крушения императорского поезда в 1888 году рядом с селом Борки в Харьковской губернии. Воздвигнут в 1891—1894 годах, разрушен в 1943-м.

## История
27 апреля 1889 года по инициативе харьковского губернатора Александра Петрова был создан комитет по устройству благотворительных памятников на месте крушения царского поезда 17 октября 1888 года. 30 мая комитет постановил в центре архитектурного ансамбля поставить храм, а на месте самой катастрофы возвести часовню. В тот же день землевладелец Аполлон Михайлович Мерненков пожертвовал землю около места катастрофы под строительство храма.

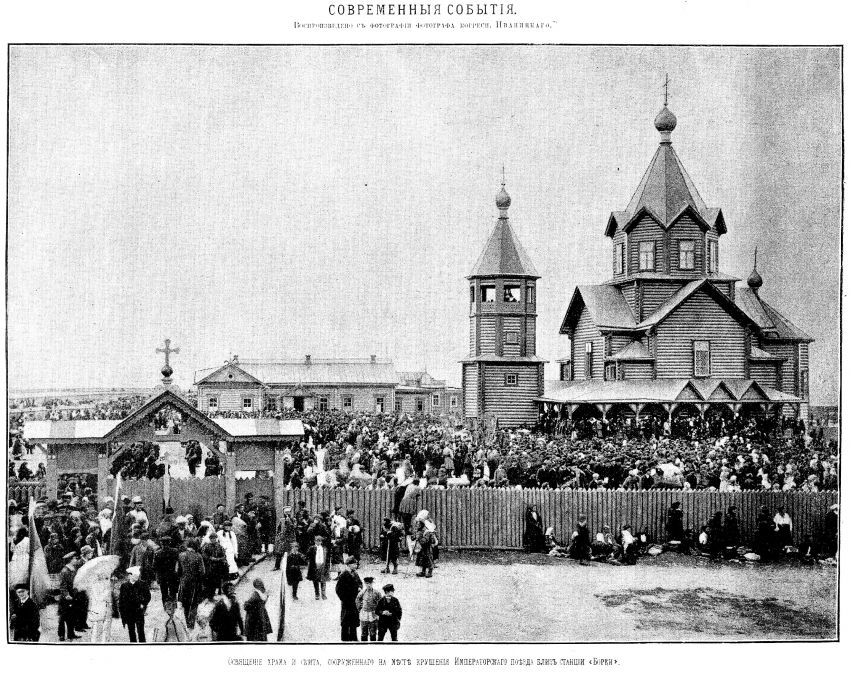
Освящение скита и храма, 1889 год

Одновременно, в связи с тем, что народ толпами приходил к месту катастрофы царского поезда, разглядывал его и высказывал недовольство, что нет помещения для принесения благодарственных молитв за спасение царя, архиепископ Харьковский и Ахтырский Амвросий (Ключарёв) и архимандрит Святогорской пустыни Герман (Клица) организовали строительство деревянной церкви и скита. На пожертвованной крестьянами деревни Соколово земле были возведены корпуса для посетителей скита, корпуса для братских келий и трапезы, летнего приюта для богомольцев. Церковь была изготовлена в Москве из круглого соснового леса, в строгом древнерусском стиле и перевезена по железной дороге. Уже 20 августа 1889 года состоялось открытие скита и освящение в нём храма в честь Нерукотворного Образа Христа Спасителя.
Проект каменного храма разработал академик архитектуры Роберт Марфельд, а возведение велось на средства местного фабриканта И. Воронина и многочисленных жертвователей. 21 мая 1891 года был заложен фундамент, в церемонии участвовали императрица Мария Фёдоровна, цесаревич Николай Александрович и другие члены царской семьи.

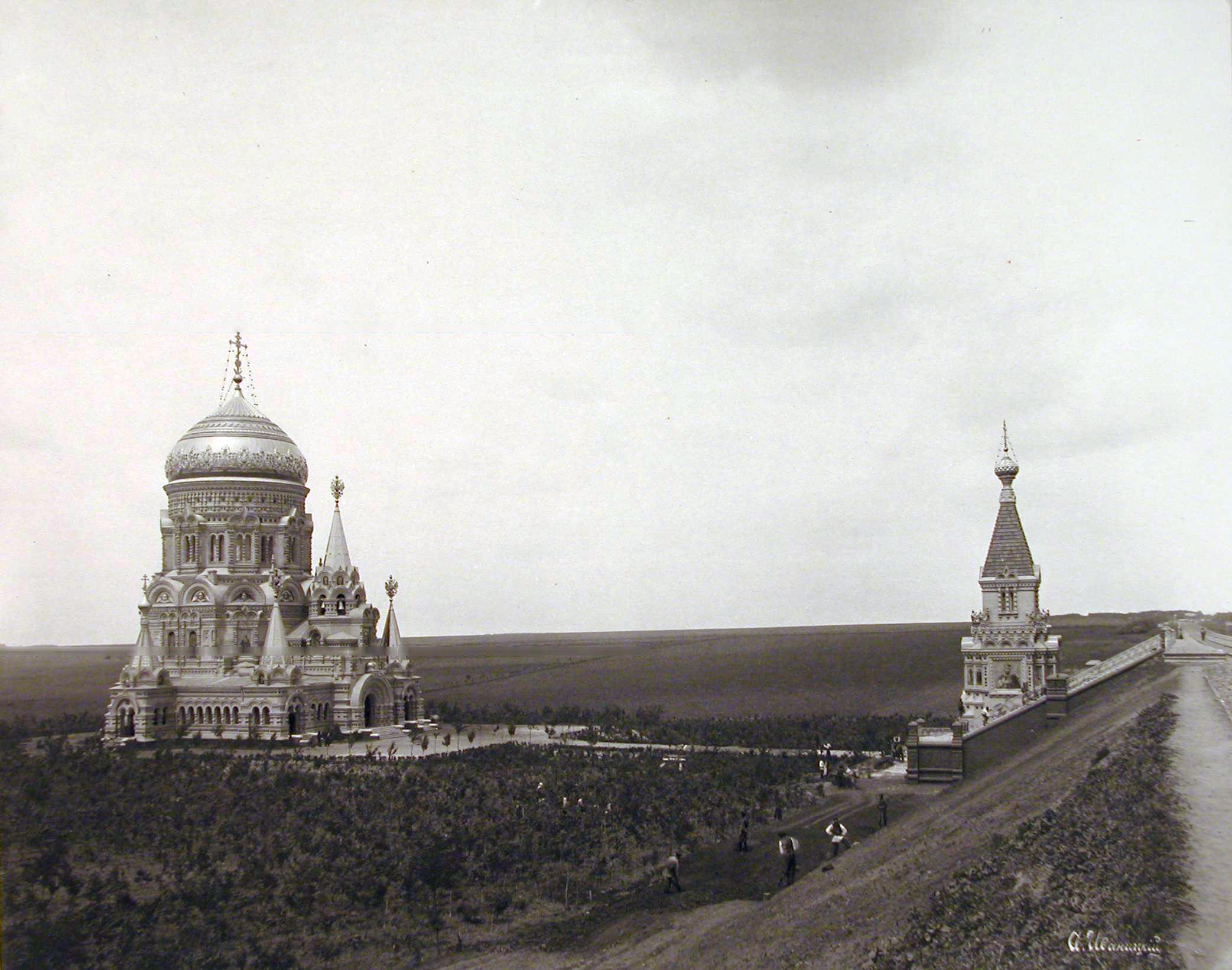
Храм и часовня в конце XIX века

17 октября 1891 года на месте, где императорская семья вышла из-под обломков поезда, была заложена часовня. Сначала возводили её подземную часть в железнодорожной насыпи, затем надземную, в виде четырёхгранной башни с золотой главой. Министерство путей сообщения за свой счёт построило две величественных лестницы на склоне насыпи и платформу напротив самого храма.
14 июля 1894 года в присутствии императора и членов его семьи состоялось торжественное освящение храма во имя Христа Спасителя.
Силами комитета перед храмом был разбит парк, устроено наружное освещение. На месте, где помощь раненым оказывала императрица, возвели беседку из камней и металла.
В 1900 году храмовый комплекс перешёл в ведение Министерства путей сообщения. На деньги железной дороги и добровольные пожертвования при храме были построены больница и дом для престарелых железнодорожников, открыты церковно-приходская школа и народная библиотека, а также музей, посвящённый событиям 17 октября 1888 года.
В 1908 году рядом с храмом был воздвигнут памятник Александру III.
Во время Великой Отечественной войны храм загорелся, обрушился золотой купол.
7 сентября 1943 года храм Христа Спасителя был взорван во время наступления советских войск. Какими войсками взорван — неизвестно. Часовня потеряла купол и верхний ярус, и затем много лет использовалась как склад.
В 1992—1993 годах силами местных жителей и Южной железной дороги была восстановлена часовня. 27 апреля 2003 года часовню освятил владыка Онуфрий.

## Архитектура
Храм был рассчитан на 1400 человек и представлял собой величественное строение в русском стиле, с трёх сторон окружённое крытой галереей и увенчанное огромным золотым куполом. Вся наружная позолота храма и часовни была выполнена сусальным золотом.
К Борковскому храму восходит архитектурное решение многих других церквей начала XX века, включая Богоявленский храм в Санкт-Петербурге и Софийский собор в Харбине.

## Внутреннее убранство

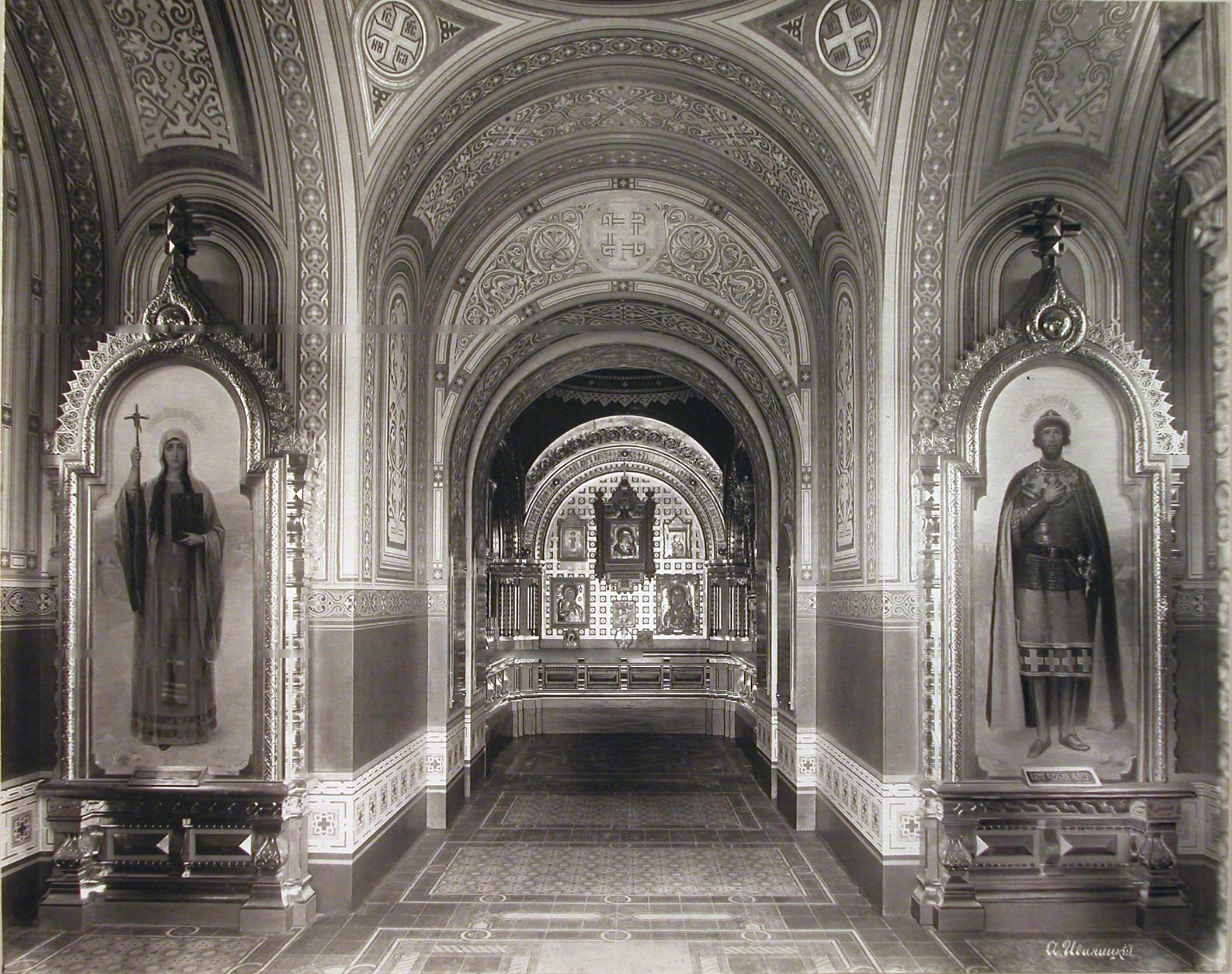
Вид одного из приделов
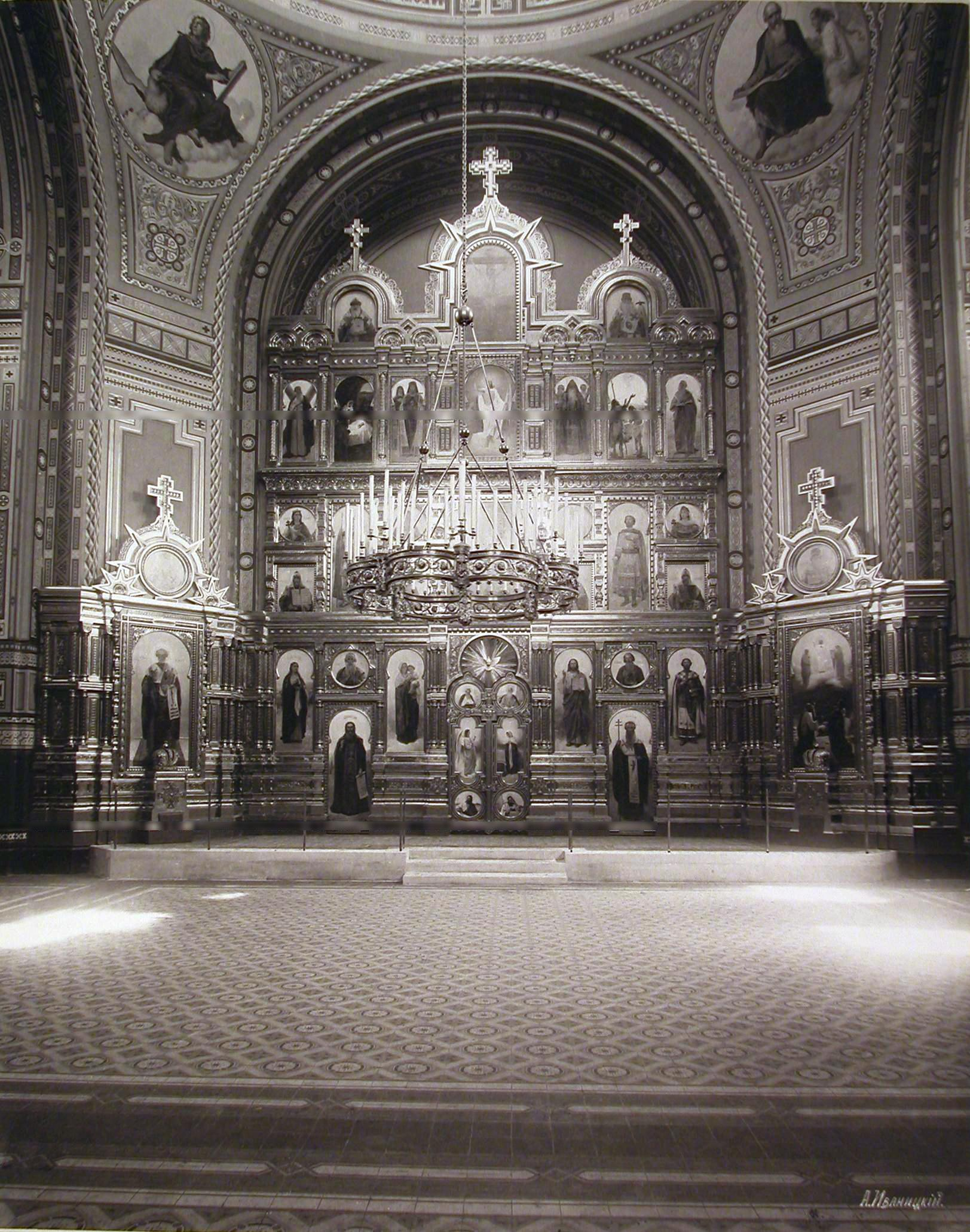
Алтарная часть
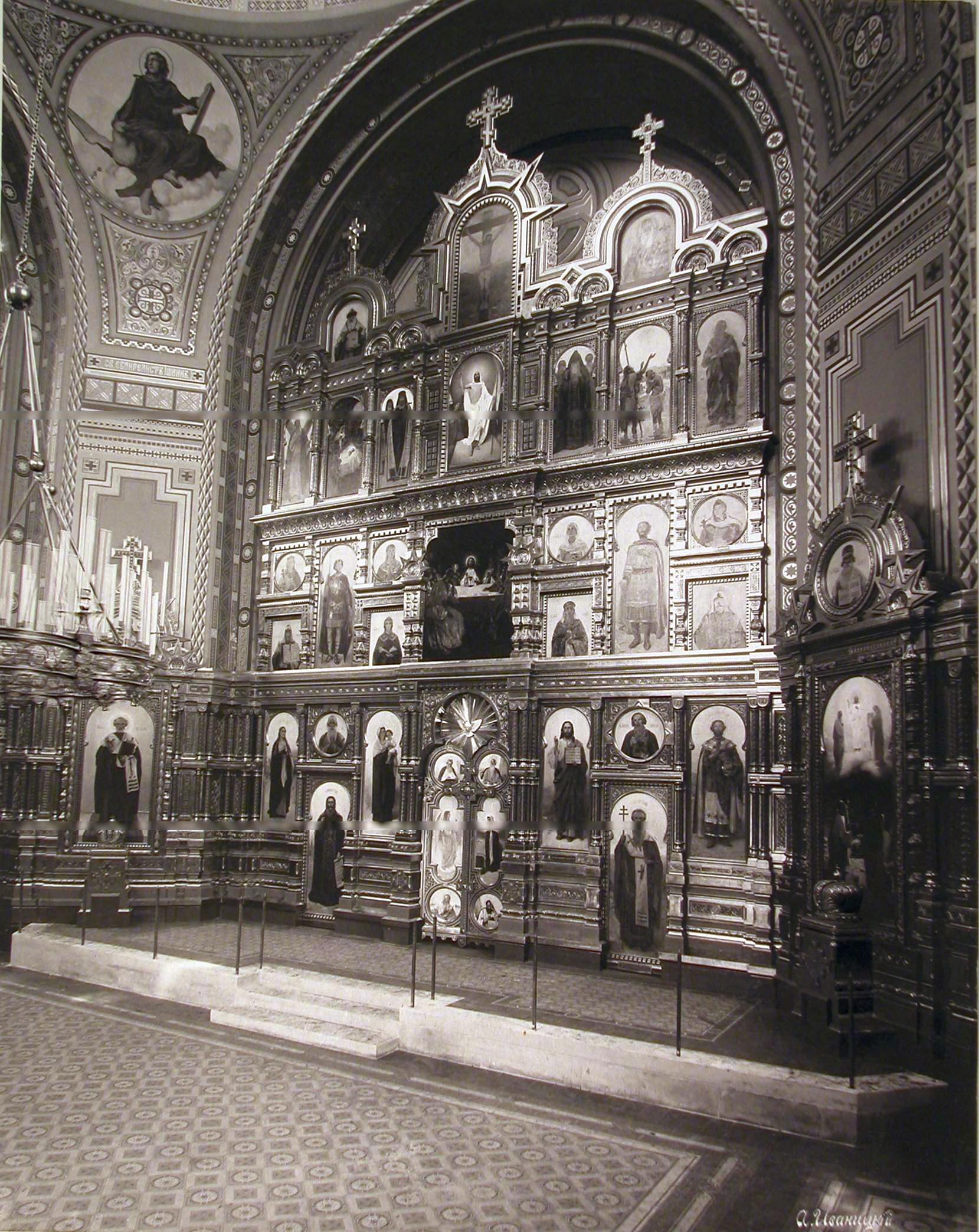
Главный иконостас